# AGIL Volley
Maillots
L'AGIL Volley est un club italien de volley-ball féminin fondé en 1984 et basé à Novare qui évolue pour la saison 2023-2024 en Serie A1.

## Noms précédents
En raison de contrats de sponsoring, le club a concouru sous les noms suivants :
- AGIL Trecate (1984–1999)
- AGIL Volley Trecate (1999–2001)
- Asystel Novara (2001–2003)
- AGIL Volley Trecate (2003–2012)
- Igor Gorgonzola Novara (2012–)

## Histoire
Le 1er avril 2025, le club remporte la Coupe de la CEV après la victoire en finale face à la formation roumaine d'Alba Blaj.

### Historique
- 1984 : Naissance de L'AGIL Volley à Trecate
- 2001 : Promotion en Serie A1, le club déménage à Novare
- 2003 : Le club cède ses droits à l'Asystel Volley Novare et retourne à Trecate
- 2012 : Promotion en Serie A2 retour du club à Novare

## Palmarès
- Ligue des champions (1) :
  - Vainqueur en 2019[4].

- Coupe de la CEV (1) :
  - Vainqueur en 2025.

- Challenge Cup (2) :
  - Vainqueur en 2003, 2024.

- Coupe de la WEVZA (1) :
  - Vainqueur en 2023 (it).

- Championnat d'Italie (1) :
  - Vainqueur en 2017[5].
  - Finaliste en 2015[6], 2018, 2019, 2021.

- Coupe d'Italie (3) :
  - Vainqueur en 2015[7], 2018[8], 2019[9].
  - Finaliste en 2021, 2022.

- Supercoupe d'Italie (1) :
  - Vainqueur en 2017[10].
  - Finaliste en 2015[11], 2018, 2019, 2021, 2022.

- Coupe d'Italie A2 (1) :
  - Vainqueur en 2001.